# Quercus neomairei
Quercus neomairei är en bokväxtart som beskrevs av Aimée Antoinette Camus. Quercus neomairei ingår i släktet ekar, och familjen bokväxter. Inga underarter finns listade.